# Embalse de Cuciurgan

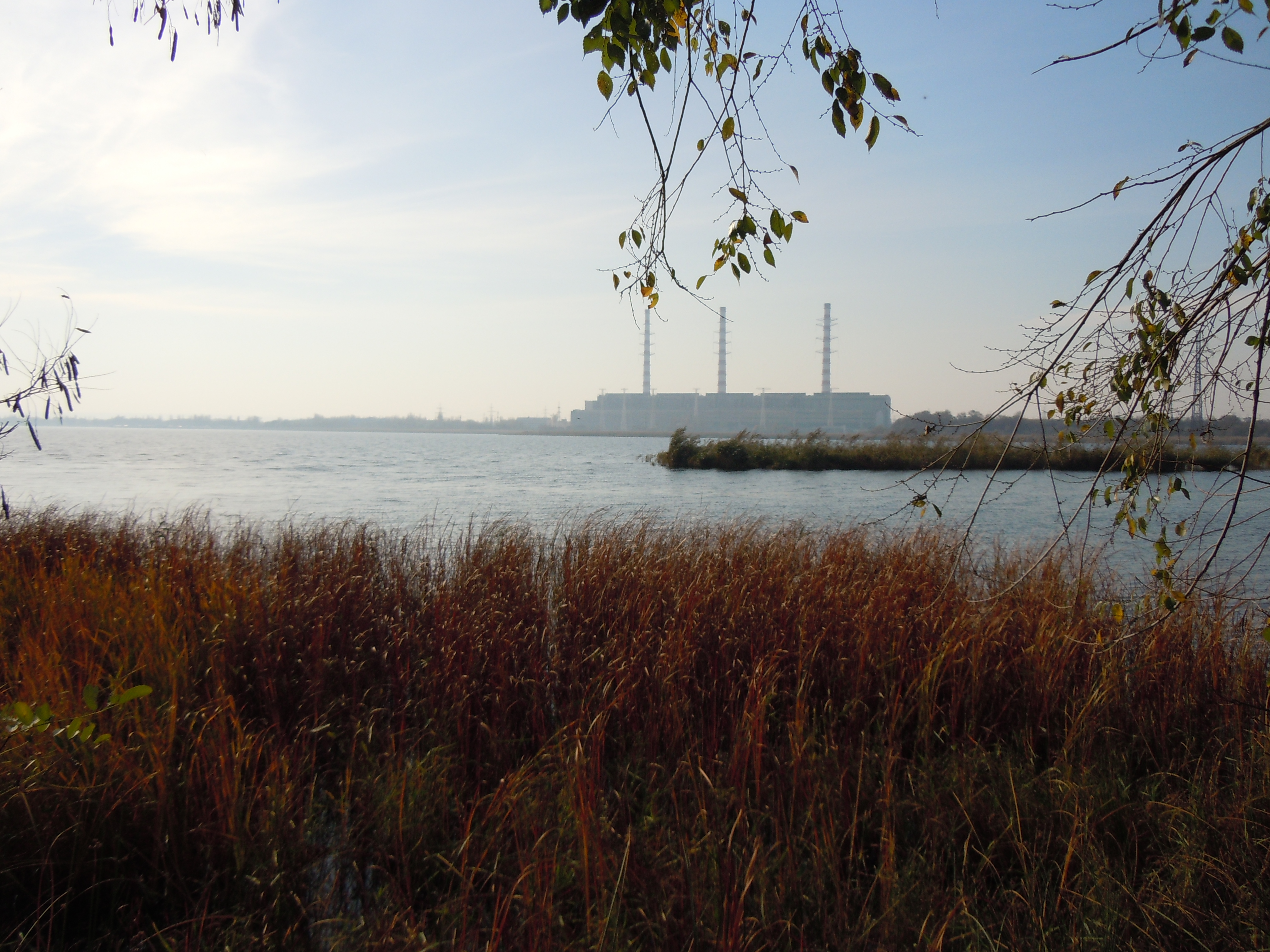
Vista sobre el embalse de Cuciurgan desde la parte sur de Lymanske.

El embalse de  Cuciurgan (Kuchurhán en ucraniano; Kuchurgán en ruso) es un gran embalse de agua localizado en Transnistria, Moldavia.
El lago está ubicado en el sur de la región, en la frontera con el óblast de Odesa de Ucrania. Fue creado con la construcción de la represa en el río Kuchurhán justo al norte de donde fluye en el río Dniéster. El embalse tiene 20 km de longitud y 3 km de anchura al costado de la represa. Tiene una superficie total de 27,2 km². 
El embalse Cuciurgan es un popular lugar de descanso para los turistas de Tiráspol, la capital de la región de Transnistria.